# جزيرة جايرصن

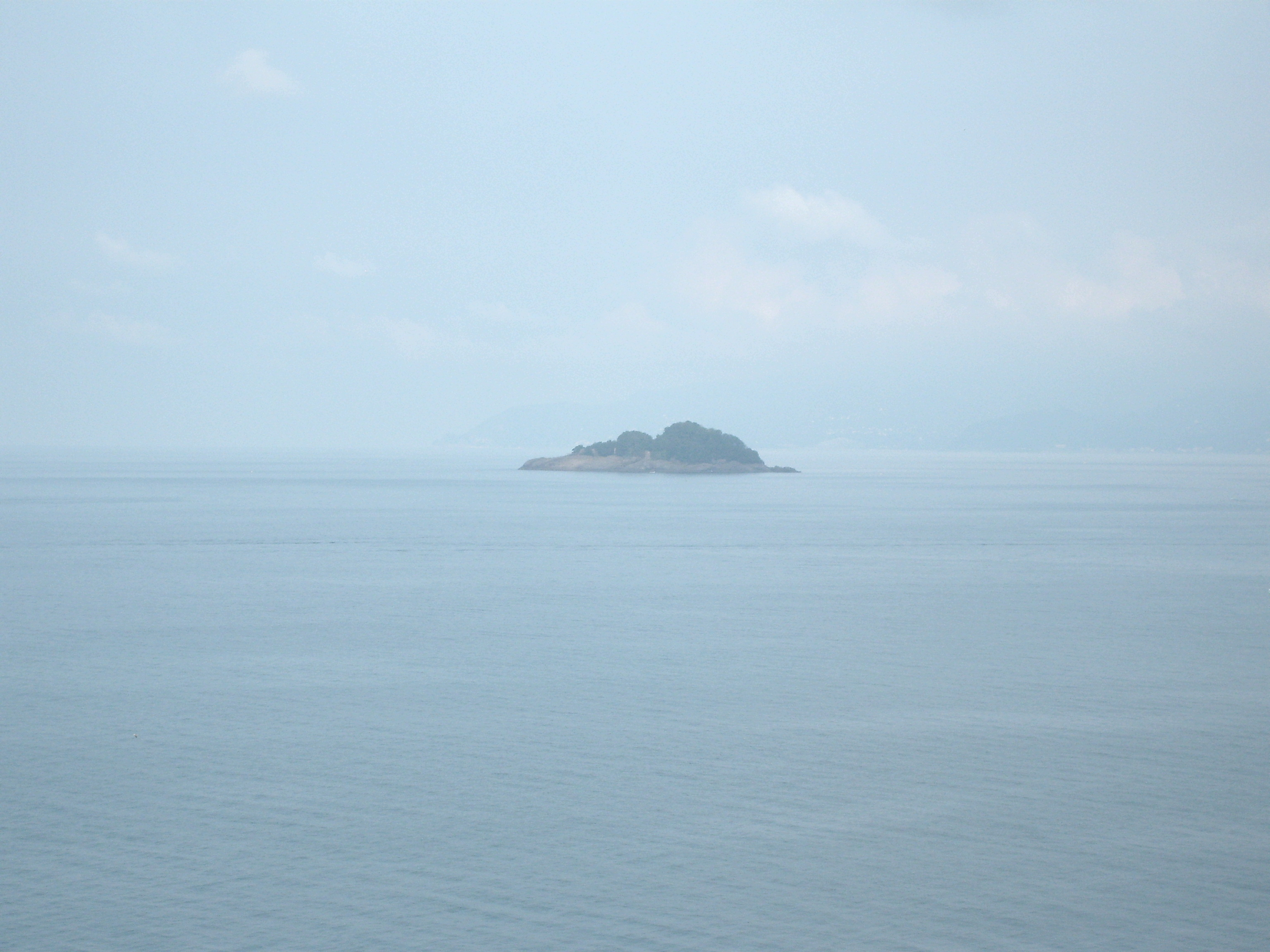

جزيرة جايرصن (بالتركية: Giresun Adası) هي جزيرة صغيرة في تركيا تبلغ مساحتها 4 هكتار وتقع على بعد 1.2 كم من مدينة غيرسون التركية والتي تقع على الساحل الجنوبي الشرقي للبحر الأسود وتعد أكبر جزيرة على ساحل البحر الأسود التركي.

## التاريخ
بعض الأسماء القديمة للجزيرة (معظمها من اليونانية) هي Aretias، Ares، Areos Nesos , Puga.و هي أسماء من العصور التاريخية، ومن المحتمل أن هذه الجزيرة قد استخدمها المستعمرون اليونانيون في القرن 6 أو 5 ق.م عبر طريق البر الرئيسى لمدينة Kerasous (حاليا تسمى مدينة جيرسون).
و يوجد على الجزيرة أنقاض معبد حجري لا سقف له، والحصن والأسوار، ومكبسين نبيذ أو زيت وكان ينسب المعبد الذي لا سقف له في العصور القديمة إلى منطقة الأمازون التي كانت تعقد بها الطقوس الدينية في ذلك الوقت وتشير الدراسات الأثرية أنه قد تم بناؤه في عهد الكلاسيكية-الهلنستية. ويبلغ حجم الحجر الأسود المستدير حوالي 4 أمتار القطر، ويسمى باسم حمزة TASI في التركية، ويقع في أنقاض المعبد. وفي وقتنا الحاضر، يُعتبر هذا الحجر نقطة البداية للسير كجزء من مهرجان اكسو السنوي ويُعتبر أيضاً هذا الحجر حجر التمني للخصوبة والصحة.
وتشير نتائج علم الآثار أن هذا الحجر كان مقدساً في عبادة الحجر الرومانية أو عبادة سيبيل. وفي القرن الميلادي الأول، أقامت الرومان مستعمرة مسورة مع أبراج المراقبة كجزء من الدفاع ضد هجمات القراصنة التي كانت تعاني منها محافظتي بونتوس والبيثنية. وفي منتصف العصر البيزنطي، ما يقارب 5 إلى 6 قرون، قد تم بناء الدير (مسكن الراهبات أو الرهبان) في الجزيرة. وأفاد J. فيليب Fallmerayer، الذي زار الجزيرة في عام 1840، بأن الدير المحطمة قد خصصت للقديس فوكاس السينوبي. ومع ذلك يميز أنتوني براير هذا الدير بوصفه بأنه مخصص لEleousa، حيث لجأ المطران جوزيف، فقط لتصبح ضحية لغزو القراصنة التركية في 1368. بالإضافة إلى انه قد تم بناء مجمّع أبنية قلعة الدير وأسوار الدفاع ما بين القرن 10 والقرن 12 م.
ذكر براير أن التقليد الذي عاش عليه اليونانيين على هذه الجزيرة قد استمر في الصمود ضد العثمانيين على الرغم من سقوط إمبراطورية طرابزون في 1468، مما جعل هذه الجزيرة المملكة اليونانية الأخيرة من عصرها. وبعد هذا العام، انتهى الاحتلال البشري لجزيرة جايرصن بناء على أوامر من الإمبراطورية العثمانية التي حظرت التجارة الخارجية، مما أدى إلى تقليل حركة المرور البحري التجاري الذي جعل الجزيرة ذات صلة بالتجارة والدفاع البحري.
ولفترة طويلة قد تم الحفاظ على جزيرة جايرصن كطبقة ثانية للموقع التاريخي والطبيعي من الحكومة التركية. وبالتالي لا يجوز أن تستخدم كمنطقة سكنية وقد كانت الزيارات السياحية إلى الجزيرة ممكنة على قوارب صيد ورحلات بحرية صغيرة ومتوسطة الحجم والتي يمكن أن تقدمها وكالات السياحة في جايرصن.

## الجغرافيا والموطن
جزيرة جايرصن لديها ما يقرب من 40000 م² من مساحة اليابسة ومثل محافظة جايرصن فان الأمطار تهطل بشكل كبير على الجزيرة ويكون الجو حاراً ورطباً في الصيف وساحلها في الغالب صخري ومرتفع جداً وهناك نوعان من الخلجان الطبيعية الموجودة في الشمال الشرقي والجنوب الشرقي، ويُعتبر هذا الأخير ميناء مناسب للقوارب الصغيرة وقد يستطيع الزوار المشي من هذا الميناء إلى داخل الجزيرة.
في حين أن النباتات السائدة في جايرصن هي نباتات الغار (غار نبيل) وخشب السَّنْط الأسود (روبينيا أكاسيا كاذبة)، وقد تم ذِكر أن الجزيرة لديها 71 من الأنواع البرية والتي تعرف من الأشجار والأعشاب. وهي أيضا موطن البرية للغاقات وهي الطيور المائية (Phalacrocoracidae) وطيور النورس (Laridae).

## في الأسطورة، الأدب والسينما
وقالت القصص اليونانية القديمة أن الأمازون كانت تستخدم الجزيرة، والنساء المُحاربات من الأسطورة، للاحتفالات بالخصوبة التي تتمحور حول المعبد (الآن في حالة خراب). وتسمى جزيرة جايرصن أيضا بالأمازون ADASI («جزيرة أمازون» أو «جزيرة الأمازون») ويلمح الفيلم التركي المعاصر على طريق كارادينيز إلى التراث الثقافي لمنطقة الأمازون فيما يتعلق بالجزيرة والمنطقة.
وقد حدد اسم جزيرة Aretias كإسم بديل لجزيرة جايرصون وهو إعداد لجزء من قصيدة Argonautica التي كتبها أبولونيوس Rhodius. وترتبط أيضاً قصة المغامرون (Argonauts) والصوف الذهبي (Golden Fleece) بالجزيرة. ودعت القوات البحرية خبراء الأرجون إلى جزيرة Aretias في وقت مبكر في محاولة سعيهم لإسترداد الصوف الذهبي وقد كانت الطيور الشرسة تستخدم الريش كأسهم للقتال ضد القوات ولكن كانت تبتعد مرتعبة مع صوت سيوف كلانجينج على الدروع.
و في الجزيرة، قد جند المغامرون بمساعدة من أربعة بحارة من السفينة المنكوبة الذين قد تم تحذيرهم من المخاطر التي كانت في منطقة القوقاز التي قد تحكم سعيهم. وتجري أسطورة الملك ميثراداتس السادس في جزيرة جايرصن. حيث كان الملك غاضباً من إبنته لوقوعها في حب راعي الأغنام الفقير وقد سجن إبنته في الجزيرة وشنق الراعي على شجرة الكرز أمام برج السجن، ومن المُحزن أنها قد انتحرت بشنقها نفسها من البرج في اليوم التالي.